# Liste de peintures de Noël Hallé
Cette page établit la liste des peintures de Noël Hallé (1711 - 1781)
| Tableau | Titre                                                                                           | Date           | Dimensions          | Notes | Lieu de conservation                                                  | N° de catalogue raisonné Willk-Brocard, 1995 |
| ------- | ----------------------------------------------------------------------------------------------- | -------------- | ------------------- | ----- | --------------------------------------------------------------------- | -------------------------------------------- |
|         | Antiochus tombant de son char                                                                   | 1738           | 88,5 x 135 cm       |       | Richmond, The Virginia Museum of Fine Arts                            | N3                                           |
|         | Antiochus tombant de son char                                                                   | 1738           | 98 x 134 cm         |       | Collection particulière                                               | N4                                           |
|         | Cérémonie antique                                                                               | 1737-1744      | 50 x 61 cm          |       | Édimbourg, The National Gallery of Scotland                           | N7                                           |
|         | La Sainte Famille                                                                               | vers 1744      | 65 x 54 cm          |       | Saint-Pétersbourg, musée de l'Ermitage                                | N10                                          |
|         | La Sainte Famille                                                                               | vers 1744      | 63,5 x 53,5 cm      |       | Collection particulière                                               | N10a                                         |
|         | Hercule et Omphale                                                                              | 1743-1744      | 95 x 126 cm         |       | Collection particulière                                               | N12a                                         |
|         | Joseph accusé par la femme de Putiphar                                                          | vers 1744      | 140 x 165,5 cm      |       | Chicago, Chicago University, Smart Gallery                            | N13                                          |
|         | Le baptême du Christ                                                                            | 1746           | 310 x 160 cm        |       | Lyon, église Saint-Bruno                                              | N17                                          |
|         | Une fête de Bacchus                                                                             | 1746           | 73 x 92 cm          |       | Rouen, musée des Beaux-Arts                                           | N19                                          |
|         | Une fête de Bacchus                                                                             | 1746           | 74 x 91 cm          |       | Collection particulière                                               | N19a                                         |
|         | Joseph expliquant les songes aux deux officiers de Pharaon                                      | avant 1747     | 113 x 96 cm         |       | Ann Arbor, The University of Michigan Museum of Art                   | N21                                          |
|         | L'Hiver représenté par un vieillard qui se chauffe                                              | 1747           | 60 x 48 cm          |       | Dijon, musée des Beaux-Arts                                           | N23                                          |
|         | Vieillard en buste                                                                              |                | 27 x 20,5 cm        |       | Collection particulière                                               | N26b                                         |
|         | Vieillard en buste                                                                              |                | 63,5 x 48,5 cm      |       | Collection particulière                                               | N27                                          |
|         | Vieillard en buste                                                                              |                | 60 x 40 cm          |       | Nogent-sur-Seine, musée Camille-Claudel                               | N28                                          |
|         | La sainte Famille avec saint Jean-Baptiste                                                      | vers 1745-1750 | 97 x 113 cm         |       | Localisation actuelle inconnue                                        | N29                                          |
|         | La sainte Famille avec saint Jean-Baptiste                                                      | vers 1745-1750 | 59 x 76 cm          |       | Collection particulière                                               | N29a                                         |
|         | La charité de saint Martin                                                                      | 1747           | 255 x 155 cm        |       | Olivet, église Saint-Martin                                           | N30                                          |
|         | La dispute de Minerve et de Neptune                                                             | 1748           | 156,5 x 197,5 cm    |       | Paris, musée du Louvre                                                | N31                                          |
|         | La dispute de Minerve et de Neptune                                                             | 1748           | 46 x 54,5 cm        |       | Gray, musée Baron Martin                                              | N31b                                         |
|         | La dispute de Minerve et de Neptune                                                             | 1748           | 42,5 x 58 cm        |       | Collection particulière                                               | N31c                                         |
|         | Sainte Anne apprenant à lire à la Vierge                                                        | avant 1749     | 61 x 41 cm          |       | Collection particulière                                               | N34                                          |
|         | L'Assomption                                                                                    | 1750           | 56,5 x 36,5 cm      |       | Lille, musée des Beaux-Arts                                           | N35b                                         |
|         | La mort de Sénèque                                                                              | 1750           | 154 x 122 cm        |       | Boston, Museum of Fine Arts                                           | N38                                          |
|         | Aphrodite et Zéphyr                                                                             | vers 1750      | 43 x 62 cm          |       | Collection particulière                                               | N39                                          |
|         | Apollon et Midas                                                                                |                | 55 x 40 cm          |       | Sèvres, cité de la Céramique, en dépôt à Lille, Palais des Beaux-Arts | N40                                          |
|         | Apollon et Midas                                                                                |                | 56 x 43 cm          |       | Localisation actuelle inconnue                                        | N40b                                         |
|         | Stella Matutina                                                                                 | 1750-1751      | 45m²                |       | Paris, église Saint-Sulpice                                           | N41                                          |
|         | Jésus et les enfants                                                                            | 1751           | 310 x 190 cm        |       | Paris, église Saint-Sulpice                                           | N42                                          |
|         | Jésus et les enfants                                                                            | 1751           | 52,3 x 34,2 cm      |       | Collection particulière                                               | Non catalogué                                |
|         | Le maître d'école                                                                               |                | 64 x 81 cm          |       | Lons-le-Saunier, musée du Jura                                        | N43a                                         |
|         | Le maître d'école                                                                               |                | 53 x 65 cm          |       | Collection particulière                                               | N43b                                         |
|         | Le maître d'école                                                                               |                | 56,5 x 76 cm        |       | Collection particulière                                               | N43c                                         |
|         | Le Midy sous l'emblème de Vénus et l'Amour                                                      | vers 1753      | 28 x 37,5 cm        |       | Collection particulière                                               | N46a                                         |
|         | Le Soir désigné par Diane                                                                       | vers 1753      | 115 x 148 cm        |       | Collection particulière                                               | N47                                          |
|         | Le Soir désigné par Diane                                                                       | vers 1753      | 28 x 37 cm          |       | Collection particulière                                               | N47a                                         |
|         | Le Soir désigné par Diane                                                                       | vers 1753      | 30 x 45 cm          |       | Collection particulière                                               | N47b                                         |
|         | Le Soir désigné par Diane                                                                       | vers 1753      | 30 x 41 cm          |       | Localisation actuelle inconnue                                        | N47c                                         |
|         | La Nuit désignée par une figure allégorique                                                     | vers 1753      | 115 x 138 cm        |       | Collection particulière                                               | N48                                          |
|         | La Nuit désignée par une figure allégorique                                                     | vers 1753      | 31 x 40 cm          |       | Quimper, musée des Beaux-Arts                                         | N48a                                         |
|         | La Nuit désignée par une figure allégorique                                                     | vers 1753      | 28 x 37,5 cm        |       | Collection particulière                                               | N48b                                         |
|         | Allégorie de la Nuit                                                                            |                | 30 x 43 cm          |       | Collection particulière                                               | N49                                          |
|         | Vénus et l'Amour                                                                                |                | 20 x 28 cm          |       | Collection particulière                                               | N50                                          |
|         | La sainte Famille                                                                               | 1753           | 47,7 x 38,1 cm      |       | Hartford, Wadsworth Atheneum                                          | N52                                          |
|         | La sainte Famille                                                                               | vers 1753      | 48 x 37,5 cm        |       | Collection particulière                                               | N52a                                         |
|         | La sainte Famille                                                                               | 1753           | 19 x 24,5 cm        |       | Collection particulière                                               | N55                                          |
|         | La sainte Famille                                                                               | vers 1753-1755 | 61 x 49 cm          |       | Tainan, Chimei Museum                                                 | N56                                          |
|         | Jupiter et Callisto                                                                             | 1754           | 90 x 99 cm          |       | Versailles, musée national du château                                 | N60                                          |
|         | L'Hiver, une femme et un enfant se chauffant devant un feu                                      | 1755           | 57 x 83 cm          |       | Localisation actuelle inconnue                                        | N63                                          |
|         | Réunion dans un parc                                                                            |                | 35,5 cm de diamètre |       | Copenhague, musée royal des Beaux-Arts                                | N64                                          |
|         | La nymphe Io changée en vache                                                                   | 1756           | 93 x 155 cm         |       | Collection particulière                                               | N65                                          |
|         | La nymphe Io changée en vache                                                                   | 1756           | 108 x 157,5 cm      |       | Collection particulière                                               | N65a                                         |
|         | Le repos de la sainte Famille                                                                   | vers 1756      | 51 x 40 cm          |       | Collection particulière                                               | N68                                          |
|         | Une savoyarde                                                                                   | 1756           | 60 x 50 cm          |       | Orléans, musée des Beaux-Arts                                         | N69                                          |
|         | Une savoyarde                                                                                   | 1757           | 64 x 53,5 cm        |       | Collection particulière                                               | N69b                                         |
|         | Portrait de Geneviève Lorry et de son fils Jean-Noël ou Une dame qui dessine à l'encre de Chine | 1758           | 73 x 61 cm          |       | Collection particulière                                               | N71                                          |
|         | L'Aurore répandant des fleurs                                                                   | 1758           | 115 x 156 cm        |       | Localisation actuelle inconnue                                        | N72                                          |
|         | L'Aurore répandant des fleurs                                                                   | 1758           | 28 x 37 cm          |       | Localisation actuelle inconnue                                        | N72a                                         |
|         | Vénus et l'Amour                                                                                | 1758           | 115 x 156 cm        |       | Localisation actuelle inconnue                                        | N73                                          |
|         | Le danger de l'amour représenté par Hercule et Omphale                                          | 1759           | 97 x 130 cm         |       | Cholet, musée des Beaux-Arts                                          | N74                                          |
|         | Hercule et Omphale                                                                              | 1759           | 45 x 56 cm          |       | Localisation actuelle inconnue                                        | N74b                                         |
|         | Hercule et Omphale                                                                              | 1759           | 45 x 60 cm          |       | Sèvres, cité de la Céramique, en dépôt à Lille, Palais des Beaux-Arts | N74c                                         |
|         | Le danger du vin                                                                                | 1759           |                     |       | Collection particulière                                               | Non catalogué                                |
|         | Le danger du vin représenté par des Bacchantes et des faunes assistants à une fête à Bacchus    | 1759           | 97 x 130 cm         |       | Cholet, musée des Beaux-Arts                                          | N75                                          |
|         | Le danger du vin                                                                                | 1759           | 45 x 56 cm          |       | Localisation actuelle inconnue                                        | N75a                                         |
|         | La fuite en Egypte                                                                              | 1759           | 291 x 194 cm        |       | Orléans, musée des Beaux-Arts                                         | N76                                          |
|         | La fuite en Egypte                                                                              | 1759           | 54,5 x 41 cm        |       | Paris, musée du Louvre                                                | N76a                                         |
|         | Saint Martin devant Valentinien                                                                 | 1762           | 289 x 194 cm        |       | Orléans, musée des Beaux-Arts                                         | N77                                          |
|         | Les génies de la Poésie, de l'Histoire, de la Physique et de l'Astronomie                       | 1761           | 320 x 320 cm        |       | Angers, musée des Beaux-Arts                                          | N78                                          |
|         | Saint Vincent de Paul prêchant                                                                  | 1761           | 260 x 160 cm        |       | Versailles, cathédrale Saint-Louis                                    | N79                                          |
|         | Une dame qui amuse l'enfant d'une savoyarde avec un moulin à vent                               | 1761           | 20 x 25 cm          |       | Localisation actuelle inconnue                                        | N81                                          |
|         | Une dame qui amuse l'enfant d'une savoyarde avec un moulin à vent                               | 1761           | 20 x 26 cm          |       | Localisation actuelle inconnue                                        | N81a                                         |
|         | Une bergère qui flatte de la main un jeune berger                                               | 1763           | 18 x 25 cm          |       | Collection particulière                                               | N85                                          |
|         | Autoportrait                                                                                    | vers 1760      | 52 x 44,5 cm        |       | Collection particulière                                               | N86                                          |
|         | La vestale endormie                                                                             |                | 76 x 142 cm         |       | Collection particulière                                               | N87                                          |
|         | Le combat d'Hercule et d'Achélous                                                               | 1763           | 59 x 123 cm         |       | Toulon, musée des Beaux-Arts                                          | N91                                          |
|         | Saint Pierre délivré de prison                                                                  | 1764           | 582 x 365 cm        |       | Saint-Chamond (Loire), église Saint-Pierre Sainte-Barbe               | N92                                          |
|         | Saint Pierre délivré de prison                                                                  | 1764           | 86 x 54 cm          |       | Localisation actuelle inconnue                                        | N92a                                         |
|         | Saint Pierre délivré de prison                                                                  | 1764           | 90 x 64 cm          |       | Quimper, musée des Beaux-Arts                                         | N92b                                         |
|         | La clémence de Trajan                                                                           | 1765           | 269 x 230 cm        |       | Marseille, musée des Beaux-Arts                                       | N93                                          |
|         | La course d'Hippomène et d'Atalante                                                             | 1765           | 322 x 713 cm        |       | Paris, musée du Louvre                                                | N94                                          |
|         | L'éducation des riches                                                                          | 1765           | 34 x 42,5 cm        |       | Collection particulière                                               | N95                                          |
|         | L'éducation des riches                                                                          | 1764           | 33 x 42 cm          |       | Collection particulière                                               | N95a                                         |
|         | L'éducation des riches                                                                          | 1764           | 34 x 42 cm          |       | Collection particulière                                               | N95b                                         |
|         | L'éducation des pauvres                                                                         | 1765           | 34 x 42,5 cm        |       | Collection particulière                                               | N96                                          |
|         | Allégorie de la Paix de 1763                                                                    | 1767           | 324 x 457 cm        |       | Versailles, musée national du château                                 | N99                                          |
|         | Étude de Minerve et la Paix                                                                     | 1767           | 40 x 27 cm          |       | Paris, musée Carnavalet                                               | N99a                                         |
|         | Portrait de l'échevin Louis Mercier                                                             | 1767           | 81 x 65 cm          |       | Paris, musée Carnavalet                                               | N100                                         |
|         | Scilurus, roi des scythes                                                                       | 1767           | 300 x 116 cm        |       | Varsovie, musée national                                              | N108                                         |
|         | Scilurus, roi des scythes                                                                       | 1767           | 61 x 36 cm          |       | Collection particulière                                               | N108b                                        |
|         | Vénus et les Amours ou Le Midi                                                                  | 1768           | 97 x 145 cm         |       | Collection particulière                                               | N110                                         |
|         | Diane chasseresse ou Le Soir                                                                    | 1768           | 98 x 145 cm         |       | Localisation actuelle inconnue                                        | N111                                         |
|         | Portrait de Catherine-Charlotte-Geneviève Hallé                                                 | vers 1769      | 73 x 59 cm          |       | Collection particulière                                               | N113                                         |
|         | La colombe favorite                                                                             |                | 73 x 60 cm          |       | Collection particulière                                               | N115                                         |
|         | Achille reconnu à la cour de Deidamie                                                           | 1769           | 300 x 470 cm        |       | Limoges, musée municipal                                              | N116                                         |
|         | Achille reconnu à la cour de Deidamie                                                           | 1769           | 56 x 82 cm          |       | Karlsruhe, Staatliche Kunsthalle                                      | N116b                                        |
|         | Silène barbouillé de mûres par Églé                                                             | 1771           | 320 x 385 cm        |       | Lille, musée des Beaux-Arts                                           | N119                                         |
|         | Le Baptême du Christ                                                                            | 1771           | 234 x 130 cm        |       | Blois, cathédrale Saint-Louis                                         | N120                                         |
|         | Portrait de Jean-Noël Hallé                                                                     | vers 1772      | 51 x 42 cm          |       | Collection particulière                                               | N121                                         |
|         | Portrait de Catherine-Charlotte-Geneviève Hallé                                                 | vers 1772      | 51 x 41 cm          |       | Collection particulière                                               | N122                                         |
|         | Saint Louis transportant la couronne d'épines                                                   | 1773           | 289 x 214 cm        |       | Paris, chapelle de l'École Militaire                                  | N123                                         |
|         | Le colin-maillard                                                                               | 1773           | 96 x 169 cm         |       | Localisation actuelle inconnue                                        | N124                                         |
|         | La main chaude                                                                                  | 1773           | 96 x 169 cm         |       | Localisation actuelle inconnue                                        | N125                                         |
|         | L'Annonciation                                                                                  | 1773           | 148,5 x 98,5 cm     |       | Collection particulière                                               | N126                                         |
|         | Le colin-maillard                                                                               | vers 1770-1780 | 173 x 120 cm        |       | Amiens, musée de Picardie                                             | N127                                         |
|         | Paysage avec architecture et figures                                                            | 1775-1780      | 173,5 x 124 cm      |       | Paris, musée du Louvre                                                | N128                                         |
|         | Jésus et les enfants                                                                            | 1775           | 330 x 216 cm        |       | Paris, église Saint-Nicolas-des-Champs                                | N129                                         |
|         | Jésus et les enfants                                                                            | 1775           | 50,5 x 37 cm        |       | Paris, musée Carnavalet                                               | N129a                                        |
|         | Les Vendanges ou L'Automne                                                                      | 1776           | 277 x 255 cm        |       | Versailles, musée national du château                                 | N132                                         |
|         | Les libéralités de Cimon l'athénien                                                             | 1777           | 320 x 321 cm        |       | Paris, musée du Louvre                                                | N133                                         |
|         | Le Christ au jardin des oliviers                                                                | 1777           | 292 x 194 cm        |       | Pontoise, église Notre-Dame                                           | N134                                         |
|         | Saint François de Sales donnant à sainte Jeanne de Chantal la règle de la Visitation            |                | 152 x 116 cm        |       | Paris, église Saint-Louis-en-L'Ile                                    | N140                                         |
|         | L'Architecture                                                                                  | vers 1777      | 33 x 154,5 cm       |       | Collection particulière                                               | N141                                         |
|         | La Sculpture                                                                                    | vers 1777      | 33 x 154,5 cm       |       | Collection particulière                                               | N142                                         |
|         | La Peinture                                                                                     | vers 1777      | 33 x 154,5 cm       |       | Collection particulière                                               | N143                                         |
|         | Musique                                                                                         | vers 1777      | 33 x 154,5 cm       |       | Collection particulière                                               | N144                                         |
|         | Cornélie, mère des Gracques                                                                     | 1779           | 76 x 96 cm          |       | Montpellier, musée Fabre                                              | N145                                         |
|         | Agésilas jouant avec ses enfants                                                                | 1779           | 76 x 96 cm          |       | Montpellier, musée Fabre                                              | N146                                         |